# 守澄法親王
守澄法親王（1634年9月3日—1680年6月12日），舊法號尊敬法親王，俗名幸教，幼名今宮，是江戶時代前期皇族及僧人。是後水尾天皇的第六皇子，母親為園基任女壬生院國子，第一代輪王寺宮門跡（日光門跡），同時也是東叡山（寬永寺）、日光山（輪王寺）貫主及天台座主。受朝廷宣下依次為二品、一身阿闍梨、一品、護持、牛車、検封阿闍梨，院號本照院。

## 履歷
- 1634年（寬永十一年）閏七月　出生。
- 1647年（正保四年）　遁入東叡山，法號尊敬。
- 1648年（慶安元年）　3次日光登山。
- 1649年（慶安二年）　一品宣下。
- 1654年（貞應3年）七月 於紅葉山家光廟行安鎮修法。十一月，前座主公海讓位，他成為東叡山、日光山貫主。
- 1655年（明曆元年）九月 大內裏再次安鎮修法。十月，接受朝廷的天台座主宣下。十一月　行大內裏安鎮修法，朝廷以日光山稱「輪王寺」號，建立輪王寺宮門跡。十二月，辭任天台座主。
- 1673年（延寶元年）五月　法號改名守澄。
- 1680年（延寶八年）五月、入滅，天真法親王繼承輪王寺。

| 宗教頭銜          | 宗教頭銜                                        | 宗教頭銜          |
| ----------------- | ----------------------------------------------- | ----------------- |
| 前任： 公海       | 輪王寺門跡 第55世 1655年12月23日－1680年6月12日 | 繼任： 天真法親王 |
| 前任： 公海       | 毘沙門堂門跡 第29世                             | 繼任： 天真法親王 |
| 前任： 公海       | 寬永寺門跡 第3世                                | 繼任： 天真法親王 |
| 前任： 尊純法親王 | 青蓮院門跡 第49世                               | 繼任： 尊證法親王 |
| 前任： 堯然法親王 | 天台座主 第179世 1655年11月5日－1656年1月21日   | 繼任： 慈胤法親王 |